# 皮德希爾內 (切爾尼希夫區)
51°28′15″N 31°24′30″E / 51.47083°N 31.40833°E

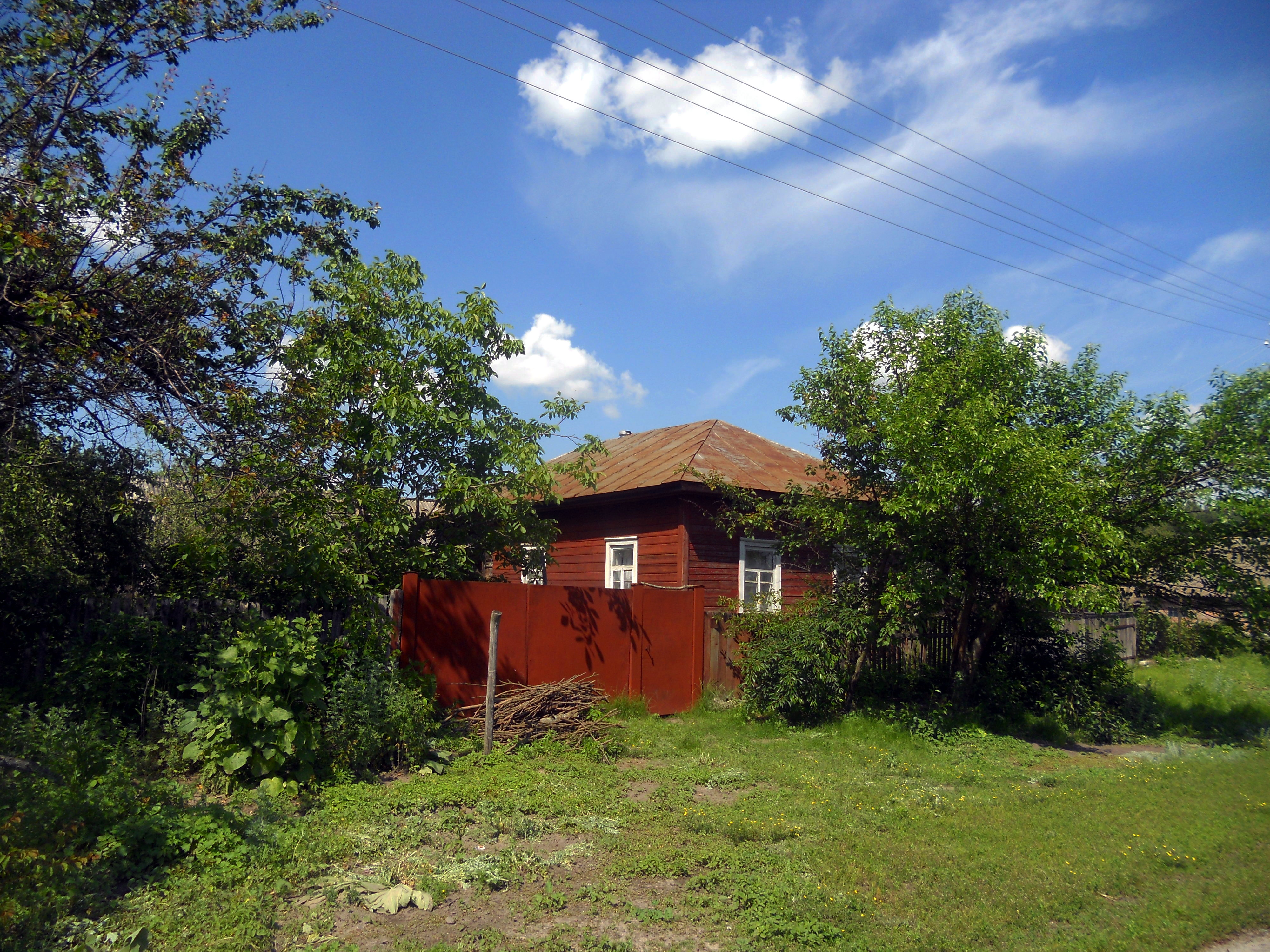

皮德希爾内（烏克蘭語：Підгірне），是烏克蘭北部切爾尼希夫州切爾尼希夫區伊萬尼夫卡市鎮的村落。始建於1634年，面積0.07平方公里，海拔高度112米，2001年人口126，人口密度每平方公里1,726人。